# Rubén Galván
Rubén Galván (7. duben 1952, Comandante Fontana, Argentina – 14. března 2018) byl argentinský fotbalista. Nastupoval většinou na postu záložníka. Zemřel 14. března 2018 ve věku 65 let na jaterní cirhózu.
S argentinskou reprezentací vyhrál mistrovství světa roku 1978.. V národním mužstvu odehrál 3 utkání.
S klubem CA Independiente vyhrál čtyřikrát Pohár osvoboditelů (1972, 1973, 1974, 1975) a jednou Interkontinentální pohár (1973)
S Independiente se stal třikrát mistrem Argentiny (1971, 1977, 1978).